# Новканде (Резваншагр)
Новканде (перс. نوكنده) — село в Ірані, у дегестані Діначал, у бахші Паре-Сар, шагрестані Резваншагр остану Ґілян. За даними перепису 2006 року, його населення становило 1071 особу, що проживали у складі 293 сімей.

## Клімат
Середня річна температура становить 14,14 °C, середня максимальна – 27,51 °C, а середня мінімальна – -0,20 °C. Середня річна кількість опадів – 780 мм.
| Клімат поселення                              | Клімат поселення | Клімат поселення | Клімат поселення | Клімат поселення | Клімат поселення | Клімат поселення | Клімат поселення | Клімат поселення | Клімат поселення | Клімат поселення | Клімат поселення | Клімат поселення | Клімат поселення |
| Показник                                      | Січ.             | Лют.             | Бер.             | Квіт.            | Трав.            | Черв.            | Лип.             | Серп.            | Вер.             | Жовт.            | Лист.            | Груд.            |                  |
| Середній максимум, °C                         | 9,71             | 10,31            | 12,31            | 17,51            | 22,16            | 25,14            | 27,51            | 27,30            | 23,31            | 20,70            | 16,35            | 11,86            |                  |
| Середня температура, °C                       | 4,75             | 5,34             | 7,35             | 12,55            | 17,20            | 20,18            | 23,38            | 23,18            | 19,18            | 16,59            | 12,22            | 7,73             |                  |
| Середній мінімум, °C                          | −0,2             | 0,38             | 2,38             | 7,58             | 12,24            | 15,21            | 19,25            | 19,06            | 15,05            | 12,44            | 8,10             | 3,60             |                  |
| Норма опадів, мм                              | 78               | 64               | 67               | 52               | 37               | 23               | 11               | 35               | 81               | 121              | 98               | 113              |                  |
| Середньомісячна швидкість вітру, м/с          | 2.29             | 2.40             | 2.40             | 2.37             | 2.39             | 2.60             | 2.60             | 2.40             | 2.20             | 2.04             | 2.00             | 2.04             |                  |
| Середньомісячна сонячна радіація, кДж/м²·день | 6792             | 9091             | 11185            | 15895            | 20276            | 23120            | 23914            | 20097            | 16418            | 11159            | 8469             | 6485             |                  |
| --------------------------------------------- | ---------------- | ---------------- | ---------------- | ---------------- | ---------------- | ---------------- | ---------------- | ---------------- | ---------------- | ---------------- | ---------------- | ---------------- | ---------------- |
| Джерело:                                      |                  |                  |                  |                  |                  |                  |                  |                  |                  |                  |                  |                  |                  |